# Matej Radan
Matej Radan (* 13. Mai 1990 in Maribor) ist ein slowenischer Fußballtorwart.

## Karriere

### Verein
Radan begann seine Karriere beim NK Maribor. Zur Saison 2009/10 rückte er in den Profikader von Maribor. Da er für die Profis allerdings nicht zum Einsatz kam, verbrachte er die Rückrunde großteils als Kooperationsspieler beim Drittligisten NK Malečnik, für den er elfmal in der 3. SNL spielte. Zu Beginn der Saison 2010/11 spielte er, wieder auf Kooperationsbasis, beim Zweitligisten NŠ Mura. Im Oktober 2010 debütierte er schließlich gegen den NK Olimpija Ljubljana für die Profis von Maribor in der 1. SNL. Bis Saisonende wurde er nicht mehr aus dem Tor der Marburger verdrängt und absolvierte insgesamt 24 Partien in der 1. SNL; mit dem Verein wurde er zu Saisonende Meister. Zur Saison 2011/12 verlor er seinen Stammplatz allerdings an den neu verpflichteten Nationalspieler Jasmin Handanović, später war er gar nur noch dritter Tormann hinter Handanović und Marko Pridigar. So kam er bis zum Ende seiner Zeit in Maribor nur noch zu einem weiteren Einsatz im Cup.
Im Januar 2013 wurde Radan an den Zweitligisten ND Dravinja verliehen. Für Dravinja spielte er neunmal in der 2. SNL. Zur Saison 2013/14 verließ er Maribor schließlich endgültig und wechselte zum Ligakonkurrenten NK Rudar Velenje. Für Rudar kam er in sieben Jahren zu 101 Einsätzen in der höchsten slowenischen Spielklasse, ehe er mit dem Verein am Ende der Saison 2019/20 in die 2. SNL absteigen musste. In der Saison 2020/21 absolvierte er noch fünf Zweitligapartien, ehe er den Klub zur Saison 2021/22 nach acht Jahren verließ und zum österreichischen Regionalligisten SV Allerheiligen wechselte. In Allerheiligen spielte er aber ausschließlich in der Reserve, in der ersten Mannschaft kam er nie zum Einsatz. Nach der Saison 2021/22 verließ er die Steirer wieder.

### Nationalmannschaft
Radan spielte zwischen 2007 und 2011 ab der U-17 für sämtliche slowenische Jugendnationalauswahlen. Mit der U-19-Mannschaft nahm er 2009 an der EM teil, bei der die Slowenen allerdings bereits in der Vorrunde ausschieden. Radan absolvierte alle drei Spiele seines Landes.

## Erfolge
- Slowenischer Meister: 2011
- Slowenischer Pokalsieger: 2012